# Brenda Lee (cantora)
Brenda Mae Tarpley (Atlanta, 11 de dezembro de 1944), mais conhecida por Brenda Lee, é uma cantora estadunidense. Obteve trinta e sete canções de sucessos durante a década de 1960 nos Estados Unidos, um número superado apenas por Elvis Presley, Beatles, Ray Charles e Connie Francis. A artista é mais conhecida por seus hits "I'm Sorry" e "Rockin' Around the Christmas Tree", a última que alcançou o primeiro lugar na Billboard Hot 100 e se tornou uma canção tradicional de Natal. Foi uma das primeiras cantoras do pop a ter uma importante carreira contemporânea internacional.
A popularidade de Lee diminuiu no final dos anos sessenta, a sua voz amadureceu, porém ela continuou fazendo uma carreira musical consistente, retornando às suas raízes como uma cantora de música country com uma sequência de sucessos nas décadas de 1970 e 1980. Ela é membro dos Halls da Fama do Rock and Roll, da Música Country e do Rockabilly, e atualmente vive em Nashville, Tennessee.

## Biografia

### Nascimento e juventude
Brenda Lee nasceu em 11 de dezembro de 1944, na enfermaria de caridade Grady Memorial Hospital em Atlanta, na Geórgia. Ela frequentou colégios de ensino primário, onde seu pai trabalhou, principalmente, na rota entre Atlanta e Augusta. Sua família era pobre e vivia precariamente numa casa de 3 cômodos, sem água corrente, onde Lee dividia a mesma cama com seus dois irmãos. Sua vida resumia-se em ver seus pais a procura de emprego, em sua família e na Igreja Batista, onde cantava solo a cada domingo.
O pai de Lee, Ruben Tarpley, era filho de um fazendeiro que possuía uma área de terras férteis, na Geórgia. Sua mãe, Grayce Yarbrough Tarpley, era da mesma origem humilde de classe operária do Condado de Greene. Lee era uma prodígio musical. Embora sua família não tivesse água encanada até depois da morte de seu pai, possuía um rádio a pilhas, que a fascinou. Na época, embora tivesse apenas dois anos de idade, ela conseguia assoviar as melodias das canções que ouvia no rádio. Tanto a sua mãe como uma de suas irmãs a levaram várias vezes a uma loja de doces local, onde Lee, assentada sobre um balcão, ganhava doces e moedas para cantar.
Aos seis anos, ela ganhou um concurso de canto patrocinado por um estabelecimento de ensino fundamental local. A recompensa foi uma aparição ao vivo em um programa de rádio de Atlanta, Starmakers Revue, onde ela voltou a se apresentar no ano seguinte.
Seu pai morreu em 1953, e, já aos 10 anos, ela tornou-se a principal fonte de sustento de sua família por cantar em programas radiofônicos locais e apresentações em televisão. Em 1955, sua mãe se casou com Jay Rainwater. Rainwater levou a família para Cincinnati, em Ohio, onde trabalhou na Skinner Jimmy Music Center. A família logo retornou à Geórgia, no entanto, desta vez para a cidade de Augusta, e Lee apareceu em um apresentação especial na WJAT-AM em Swainsboro. O produtor do show, Sammy Barton, "rebatizou-a" como Brenda Lee, pois acreditava que o sobrenome Tarpley era difícil de relembrar.

### 1955–1957: Exposição nacional e estrelato
Seu grande sucesso no show business veio em fevereiro de 1955, quando ela ganhou 30 dólares para aparecer em uma estação de rádio em Swainsboro para ver Red Foley e uma pequena turnê promocional de seu programa televisivo Ozark Jubilee, em Augusta. O DJ Foley foi convencido a ouvi-la cantar antes do show. Foley ficou tão surpreso que imediatamente concordou em deixá-la cantar "Jambalaya". A canção foi ensaiada e, mais tarde, apresentada. Ao término, Foley declarou:
| “ | Ainda fico com arrepios de frio pensando na primeira vez que ouvi essa voz. Um dos meus pés começou a acompanhar febrilmente o rítmo da música, como se eu estivesse me afastando de 'um terreno em chamas'. E quando ela fez aquele truque de 'quebrar' a voz, ela interrompeu o meu transe, o suficiente para que eu percebesse que eu tinha esquecido de sair do palco. Ali estava eu, após 26 anos de suposto aprendizado sobre como conduzir-me diante de um auditório, com a boca aberta (...) e um olhar petrificado. | ” |

Em 30 de julho de 1956, a gravadora Decca lhe ofereceu um contrato, e seu primeiro compacto apresentando as canções "Jambayala" e "Bigelow 6-200". O segundo single de Lee apresentou duas músicas de Natal: "I'm Gonna Lasso Santa Claus" e "Christy Christmas". Seu primeiro sucesso, no entanto, aconteceu com a canção "One Step at a Time" em 1957, que se tornou um hit em ambos os campos, pop e country. Seu hit seguinte, "Dynamite", a levou a ser apelidada de Little Miss Dynamite.

### 1958–1965: Maiores sucessos

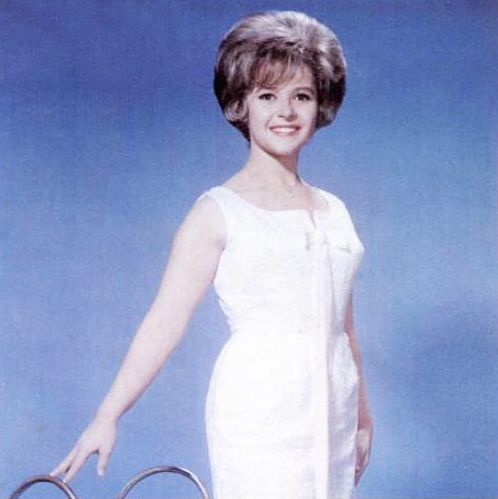
Lee em 1965.

Lee conseguiu seu maior sucesso nas paradas pop no final da década de 1950, até meados da década de 1960 com canções de rockabilly e rock and roll. Seus maiores sucessos incluem "Jambalaya", "Sweet Nothin's", "I Wanna Be Wanted", "All Alone Am I" e "Fool #1". Em 1960, gravou sua canção-assinatura "I'm Sorry", que foi número 1 nas paradas de sucesso. Foi seu primeiro disco de ouro individual e foi indicada para um Grammy.
Seu último compacto entre os dez maiores das paradas pop, em 1963, foi "Losing You", enquanto ela continuava a ter outras canções entre as primeiras, como "Is It True?" (1964) e "Coming On Strong" (1966). Esta última com Jimmy Page na guitarra, foi seu único hit single gravado em Londres, e foi produzido por Mickie Most. Brenda Lee desfruta de uma distinção única entre os cantores norte-americanos, seu ato de abertura de uma turnê em 1960, no Reino Unido, foi feito pelo então grupo de Liverpool pouco conhecido The Beatles.

### Décadas de setenta e oitenta

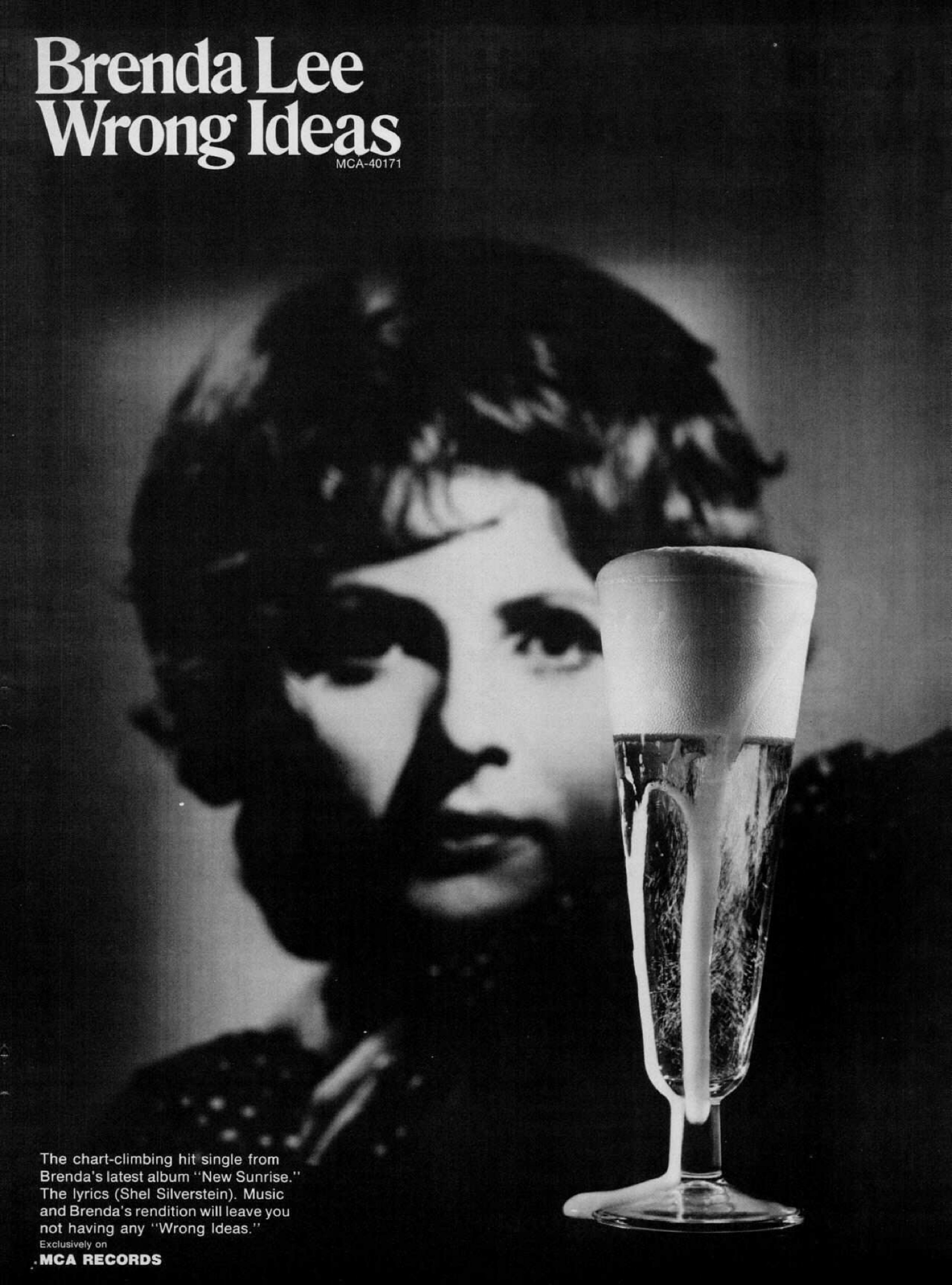
Divulgação do single "Wrong Ideas", do álbum New Sunrise (1973).

Durante a década de 1970, Lee restabeleceu-se como uma artista e ganhou uma série de hits nas paradas de dez países. O primeiro foi em 1973, "Nobody Wins", que alcançou o top cinco e se tornou o seu último hit pop Top 100, chegando ao número 70. O seguinte, uma composição de Mark James, "Sunday Sunrise", chegou ao número 6 na Billboard Hot Country Singles em outubro. Outros grandes sucessos foram "Big Four Poster Bed" (1974), "Rock On Baby" (1975) e "He's My Rock" (1975).
Após alguns anos de sucessos menores, Lee começou outra corrida no top dez em 1979 com "Tell Me What It's Like". Duas canções também chegaram  ao Top 10 em 1980: "The Cowgirl and the Dandy" e "Broken Trust". O álbum de 1982, The Winning Hand, em parceria com Dolly Parton, Kris Kristofferson e Willie Nelson, foi uma surpresa positiva, alcançando o top dez na parada norte-americana.

### Últimos anos
Ao longo dos anos que se seguiram, Lee continuou a gravar e excursar por todo o mundo. Em 1992, ela gravou um dueto, "You'll Never Know", com Willy DeVille em seu álbum Loup Garou.
Em 4 de outubro de 2000, Lee induziu Charley Pride ao Hall da Fama da Música Country. Sua autobiografia, Brenda Lee: Little Miss Dynamite, foi publicado pela Hyperion em 2002.

## Vida pessoal
Embora as canções de Brenda Lee serem muitas vezes centralizada sobre amores perdidos, seu casamento com Ronnie Shacklett em 1963 durou. Ele era capaz de lidar com a indústria da música notoriamente voraz e é responsável por garantir o seu sucesso financeiro a longo prazo. Eles têm duas filhas, Jolie e Julie, e três netos, Taylor, Jordânia e Charley.

## Honrarias
Lee chegou à votação final à indução para a Hall da Fama do Rock and Roll em 1990 e 2001, sem ser induzida, mas foi eleita à honraria em 2002.
Comemorando o cinquentenário como um artista de gravação em setembro de 2006, ela foi a segunda vencedora do Jo Walker-Meador Lifetime Achievement Award. Em 2007, foi introduzida ao Hall da Fama da Música Country e é membro do Hall da Fama do Rockabilly.
Em 2008, sua gravação de "Rockin' Around the Christmas Tree" marcou cinquenta anos, e em fevereiro de 2009, a Academia da Gravação deu o prêmio Grammy de Contribuição em Vida à Brenda Lee.